# Luciano do Valle
Luciano do Valle (Campinas, 4 de julho de 1947 – Uberlândia, 19 de abril de 2014) foi um locutor esportivo,  radialista, apresentador de televisão e empresário brasileiro.
Narrou várias Copas do Mundo e trabalhou em várias emissoras de televisão, como Rede Globo, Rede Record e Rede Bandeirantes. Além de narrador, teve grande importância na promoção de diferentes modalidades de esporte, como vôlei, basquete, boxe, automobilismo e futebol americano, principalmente durante as décadas de 1980 e 1990.

## Biografia
Filho do comerciante Rubens do Valle e da professora Teresa de Jesus Bento, iniciou sua carreira profissional aos 16 anos, como locutor na Rádio Educadora de Campinas e, pouco depois, transferiu-se para a Rádio Brasil, onde já fazia narrações de futebol. Quatro anos depois, convidado pelo locutor esportivo Pedro Luiz Paoliello, Luciano do Valle mudou-se para São Paulo e foi trabalhar na Rádio Gazeta.
 Em 1968, mudou de emissora novamente, desta vez indo para a equipe de esportes da Rádio Nacional, onde narrava diversas modalidades, como vôlei e basquete. Também participou da cobertura da conquista do terceiro título mundial da Seleção Brasileira de Futebol na Copa do Mundo do México de 1970.
Naquele mesmo ano, passou a fazer parte da equipe de esportes da Rede Globo. Sua primeira participação foi na transmissão do Troféu Governador do Estado de São Paulo de basquete masculino. Também nessa época, chegou a apresentar por um breve período o programa "Dois minutos com João Saldanha", substituindo o jornalista esportivo João Saldanha. Participou da cobertura dos Jogos Pan-americanos de Cali de 1971, dos Jogos Olímpicos de 1972 e da Copa do Mundo da Alemanha de 1974. Logo após o mundial, tornou-se o principal locutor da Globo à época, devido a saída de Geraldo José de Almeida.
Ainda em 1974, narrou várias provas de Fórmula 1 e o segundo título de Emerson Fittipaldi na categoria. Entre outros momentos marcantes, narrou a vitória de José Carlos Pace no GP do Brasil de 1975 e o acidente de Niki Lauda no GP da Alemanha de 1976. Ainda pela Globo, participou da cobertura dos Jogos Olímpicos de 1976, da Copa do Mundo da Argentina de 1978, dos Jogos Olímpicos de 1980 e da Copa do Mundo da Espanha de 1982.
Após o Mundial da Espanha, Luciano do Valle transferiu-se para a TV Record. Nessa época, desenvolveu paralelamente uma carreira de empresário e promotor esportivo, montando as empresas Promoção e Luqui. Usando seu prestígio como narrador mais popular do país, tendo papel fundamental no esporte brasileiro, uma vez que ele impulsionou diversas modalidades que não tinham espaço na TV brasileira. Seu primeiro grande feito foi a organização, em julho de 1983, do Grande Desafio de Vôlei entre as seleções masculinas do Brasil e da União Soviética, no Estádio do Maracanã, com transmissão ao vivo da Record. Com um público de mais de 95 mil pessoas, a partida é considerada como um divisor de águas no esporte brasileiro e detém, até hoje, o recorde de público numa partida de vôlei. Além disso, ajudou a tornar ídolos nacionais jogadores como Bernard, William, Montanaro e Renan, que depois ficaram conhecidos como a "Geração de Prata" do vôlei brasileiro e também lançou o pugilista Maguila.
Ainda em 1983, Luciano do Valle mudou-se para a Rede Bandeirantes, iniciando o período de cerca de uma década de grande reformulação e ênfase na transmissão esportiva na TV brasileira, ao ampliar o espaço da cobertura e a visibilidade a muitos atletas e modalidades. Com o slogan o "Canal do Esporte", Luciano do Valle criou o programa de longa duração Show do Esporte, que levava para a TV mais de 10 horas de programação esportiva aos domingos, que apresentava diversos tipos de evento esportivo, desde jogos de sinuca, boxe, automobilismo, vôlei, basquete e demais esportes olímpicos. Foi também o precursor nas transmissões da Fórmula Indy, a partir de 1985, da NBA e do futebol americano no Brasil. Durante o verão brasileiro, transmitia várias modalidades de esportes de praia, em programas especiais. Abriu espaço para Hortência e Paula do basquete feminino, e alavancou a carreira do lutador de boxe Maguila, tornando-se um dos seus principais promotores. Nos jogos de sinuca, ajudou a tornar Rui Chapéu famoso nacionalmente. Apostou ainda na transmissão do Campeonato Paulista de Aspirantes e de diversas competições de futebol feminino (até hoje a Band organiza uma competição internacional entre seleções), além de ter sido até mesmo treinador de futebol, comandando a Seleção Brasileira Masters na Copa Pelé, evento criado pelo próprio Luciano. O torneio durou até 1995. Nas transmissões de futebol masculino, manteve-se como principal narrador da Bandeirantes e participou das coberturas de todas as Copas do Mundo entre 1986 e 2010 (com exceção do Mundial de 2002). Criou no Mundial da Itália de 1990 o programa de debate esportivo Apito Final, que reunia personalidades do futebol após os jogos do torneio.
Em 2003, devido as mudanças na programação da Band, Luciano deixa a emissora e volta para a Rede Record, sendo que naquele ano, ele narrou a semifinal do Campeonato Paulista de 2003 entre Corinthians e Palmeiras, pelo SBT, como convidado, por ter ganho o Troféu Imprensa de melhor narrador. Luciano veio para a Record em abril de 2003 e saiu em 2005, voltando a Band em janeiro de 2006.
Nos últimos anos de carreira, reduziu suas atividades empresariais, tendo continuado a narrar o Campeonato Brasileiro e provas da Fórmula Indy, entre outros eventos pela Band. Na Copa do Mundo FIFA de 2006, transmitiu os jogos do Brasil pelo canal de televisão a cabo BandSports. Também transmitiu carnavais e comandou os programas "Valle Tudo" e "Tudo em Dia" , este último ao lado da esposa Flávia do Valle, em suas transmissões pela TV Guararapes e, mais tarde, pela Band RS.
Em janeiro de 2012, o narrador sofreu um AVC, que o obrigou a passar por sessões de fonoaudiologia para reaprender a falar. Ao tentar voltar rapidamente às transmissões durante uma partida entre Santos e Palmeiras pelo Campeonato Paulista de Futebol, o narrador cometeu diversas gafes e foi motivo de chacota entre os telespectadores. Ele revelou o caso publicamente somente em 2013. Por conta de uma operação na bexiga, ele ficou fora da cobertura dos Jogos Olímpicos de 2012 pelo canal BandSports. Mesmo com a saúde debilitada, não se afastou das transmissões e comandava a partida principal do fim de semana na Band. Seu último trabalho foi a narração da final do Campeonato Paulista de 2014 entre Santos e Ituano.

### Morte
Em 19 de abril de 2014, Luciano do Valle morreu aos 66 anos. O narrador chegava a Uberlândia para cobrir o jogo entre Atlético Mineiro e Corinthians, no Estádio Parque do Sabiá, pela 1ª rodada do Campeonato Brasileiro (Brasileirão).
Segundo assessoria da Infraero, Luciano do Valle estava no voo da TAM (3244), de Congonhas-Uberlândia. Ele passou mal ainda no avião, que pousou às 14h30 na cidade. A Infraero disponibilizou um desfibrilador e bombeiros do aeroporto, que o conduziram até o Hospital Santa Genoveva. Um médico cardiologista de Uberlândia, que estava no voo, auxiliou nos primeiros socorros.
O corpo de Luciano foi encaminhado para o IML de Uberlândia, onde passou pelo procedimento de necropsia, que determinou como causa da morte um infarto. Ele foi velado na Câmara Municipal de Campinas e enterrado na mesma cidade.

### Homenagem
A 1.ª Vila Olímpica e Paralímpica do Brasil, que será construída no municipio de Itu, localizada na Região Metropolitana de Sorocaba no Estado de São Paulo receberá o nome de Luciano do Valle. O projeto incluirá um campo de futebol,  além de uma quadra poliesportiva, uma pista olímpica, piscinas, ginásios para lutas, ginástica, basquete, vôlei e futsal; o local disponibilizará área para pratica de halterofilismo e atividades paraolímpicas.

### Prêmios
| Ano  | Prêmio                                                                     | Categoria             | Resultado | Ref.   |
| ---- | -------------------------------------------------------------------------- | --------------------- | --------- | ------ |
| 1987 | Troféu Imprensa                                                            | Locutor Esportivo     | Venceu    | [ 27 ] |
| 1989 | Troféu Imprensa                                                            | Locutor Esportivo     | Venceu    | [ 28 ] |
| 1990 | Troféu Imprensa                                                            | Locutor Esportivo     | Indicado  | [ 29 ] |
| 1992 | Troféu Imprensa                                                            | Locutor Esportivo     | Venceu    | [ 30 ] |
| 1994 | Troféu ACEESP (Associação dos Cronistas Esportivos do Estado de São Paulo) | Narrador de TV        | Venceu    | [ 31 ] |
| 1994 | Troféu Imprensa                                                            | Locutor Esportivo     | Indicado  | [ 32 ] |
| 1996 | Troféu Imprensa                                                            | Locutor Esportivo     | Indicado  | [ 33 ] |
| 1999 | Troféu ACEESP (Associação dos Cronistas Esportivos do Estado de São Paulo) | Televisão             | Venceu    | [ 34 ] |
| 1999 | Troféu Imprensa                                                            | Locutor Esportivo     | Venceu    | [ 30 ] |
| 2003 | Troféu ACEESP (Associação dos Cronistas Esportivos do Estado de São Paulo) | Narrador de TV        | Venceu    | [ 35 ] |
| 2012 | Troféu ACEESP (Associação dos Cronistas Esportivos do Estado de São Paulo) | Narrador de TV Aberta | Indicado  | [ 36 ] |
| 2012 | Troféu ACEESP (Associação dos Cronistas Esportivos do Estado de São Paulo) | Homenagem Especial    | Venceu    | [ 36 ] |